# Dispositivo de punta alar

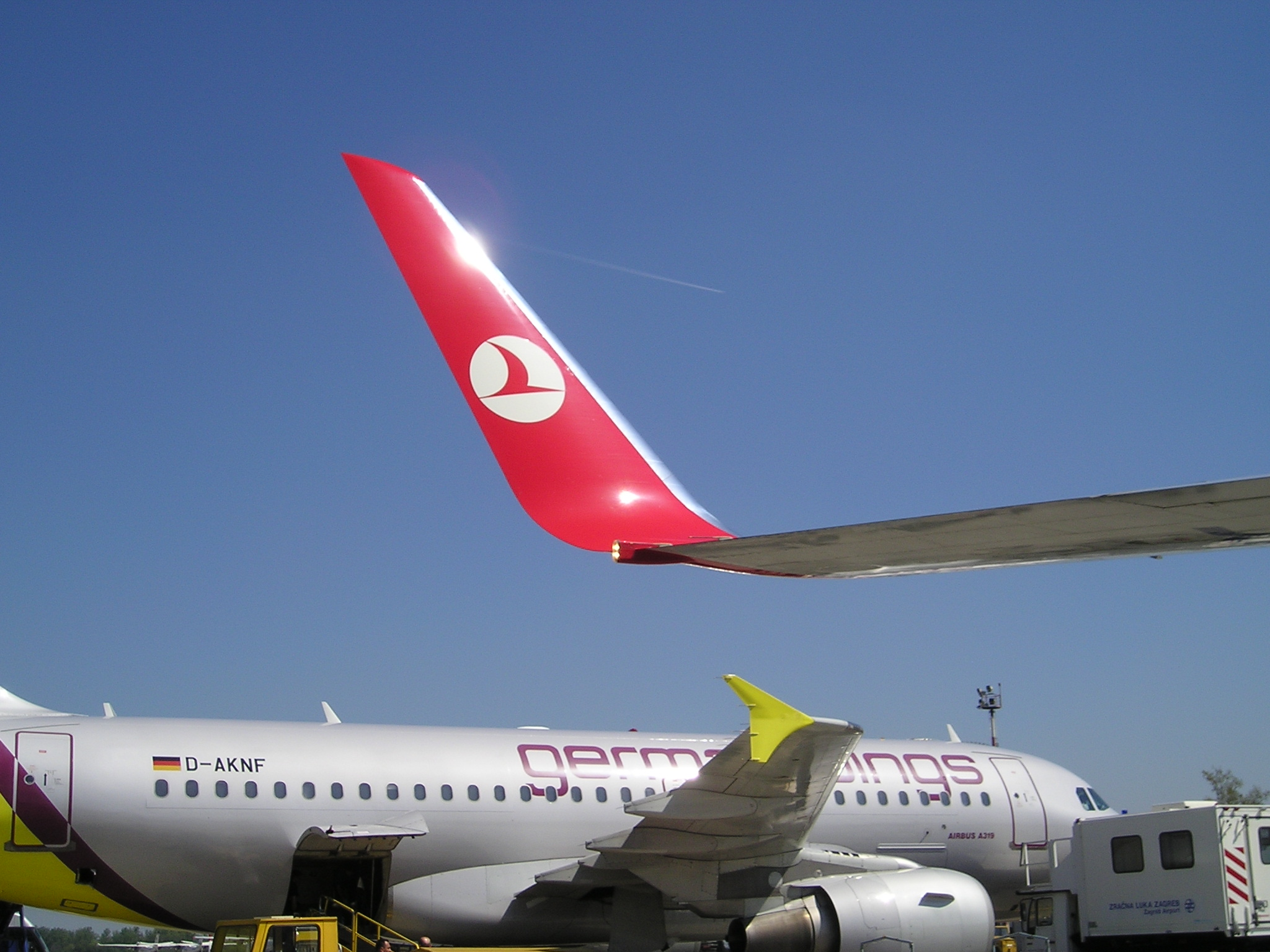
En primer plano, un blended winglet rojo se extiende desde la punta alar de un Boeing 737-800. Al fondo, se aprecia un wingtip fence en el ala derecha de un Airbus A319.

Los dispositivos de punta alar o winglets (sharklets en las nuevas puntas alares de los A320) son dispositivos aerodinámicos utilizados en los extremos de las alas de los nuevos diseños de aviones comerciales. Habitualmente están destinados a mejorar la eficiencia de las aeronaves de ala fija. Generalmente, presentan la forma de una aleta hacia arriba en el extremo del ala pero pueden adoptar distintas geometrías.
Existen varios tipos de dispositivos de punta alar y, aunque funcionan de diferentes maneras, el efecto deseado es siempre reducir la resistencia aerodinámica de la aeronave alterando el flujo de aire (vortex) cerca de las puntas alares. 
Los dispositivos de punta alar también mejoran las características de manejo de la aeronave y aumentan la seguridad para las aeronaves que van detrás. Dichos dispositivos incrementan el alargamiento alar efectivo de un ala sin incremento material de la envergadura. Una extensión de la envergadura reduciría la resistencia inducida, pero incrementaría la resistencia parásita y además requeriría aumentar la fuerza y el peso del ala. Llegado un momento, no hay beneficio neto en el hecho de incrementar más la envergadura, además también existen consideraciones operacionales que limitan la envergadura (por ejemplo las dimensiones de las instalaciones en los aeropuertos).
Los dispositivos de punta alar incrementan la sustentación en el borde marginal del ala (alisando el flujo de aire a través de la parte superior del ala cerca de la punta), generando una componente que se opone a la resistencia inducida causada por los torbellinos de punta de ala y la reduce, mejorando el rendimiento aerodinámico. Esto incrementa la eficiencia en el consumo de combustible en aeronaves propulsadas e incrementa la velocidad de vuelo en planeadores, incrementando en ambos casos el alcance.

Dibujo de los torbellinos de punta alar formados por una punta alar convencional (izquierda) y un blended winglet (derecha).

Los winglets fueron inventados por el ingeniero inglés Frederick Lanchester en 1897, y los winglets funcionales fueron creados por el científico alemán Ludwig Prandtl, Richard Whitcomb y William E. Somerville. Los winglets fueron introducidos por primera vez en el Learjet 28 en 1977, y en una aeronave comercial en el Airbus A310 en 1985. En la actualidad se está generalizando el uso de estos dispositivos en aviones de tamaño medio para uso particular o ejecutivo y también en los comerciales para transporte de pasajeros, como el Boeing 737-800, el Boeing 747 y el Airbus A320, entre otros. 
Esos aviones incorporan en la punta de las alas una extensión doblada hacia arriba, casi de forma vertical, cuya función es disminuir la turbulencia que se forma en ese lugar durante el vuelo, con lo cual se mejora el rendimiento aerodinámico. Los winglets disminuyen aproximadamente en un 4 % el consumo de combustible en vuelos que superen los 1800 km, ya que permiten reducir la potencia de los motores sin que por eso disminuya la velocidad del avión, además de aumentar el rendimiento de la aeronave a elevados ángulos de ataque.[cita requerida]
Básicamente podríamos decir, que las teorías de la fluidodinámica indican, que a lo largo del ala se forman pequeños torbellinos de viento, debido a la diferencia de presiones entre el extradós y el intradós, a diferente velocidad y altitud. En la punta del ala siempre se produce un desprendimiento de la corriente en forma de torbellino, al pasar la sección transversal del ala a cero. Este desprendimiento aumenta la resistencia aerodinámica del avión, tanto más cuanto mayor sea la intensidad del torbellino.
Los torbellinos van reduciendo su intensidad a lo largo de la envergadura del ala, al reducirse su sección transversal y, por tanto, la diferencia de presiones. De este modo, cuanto más larga sea el ala, menor será su intensidad. No obstante, las alas no pueden ser demasiado largas, para evitar incrementar en demasía las cargas en la raíz, lo que aumentaría su peso y reduce su capacidad de carga de combustible, pasajeros y rango operativo de la nave.

## Galería

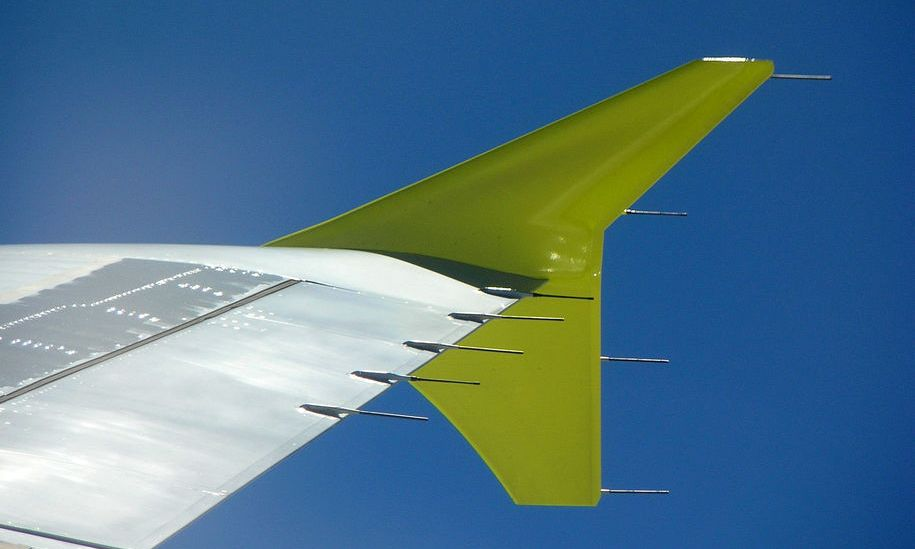
Aleta directriz (wingtip fence) de un Airbus A319
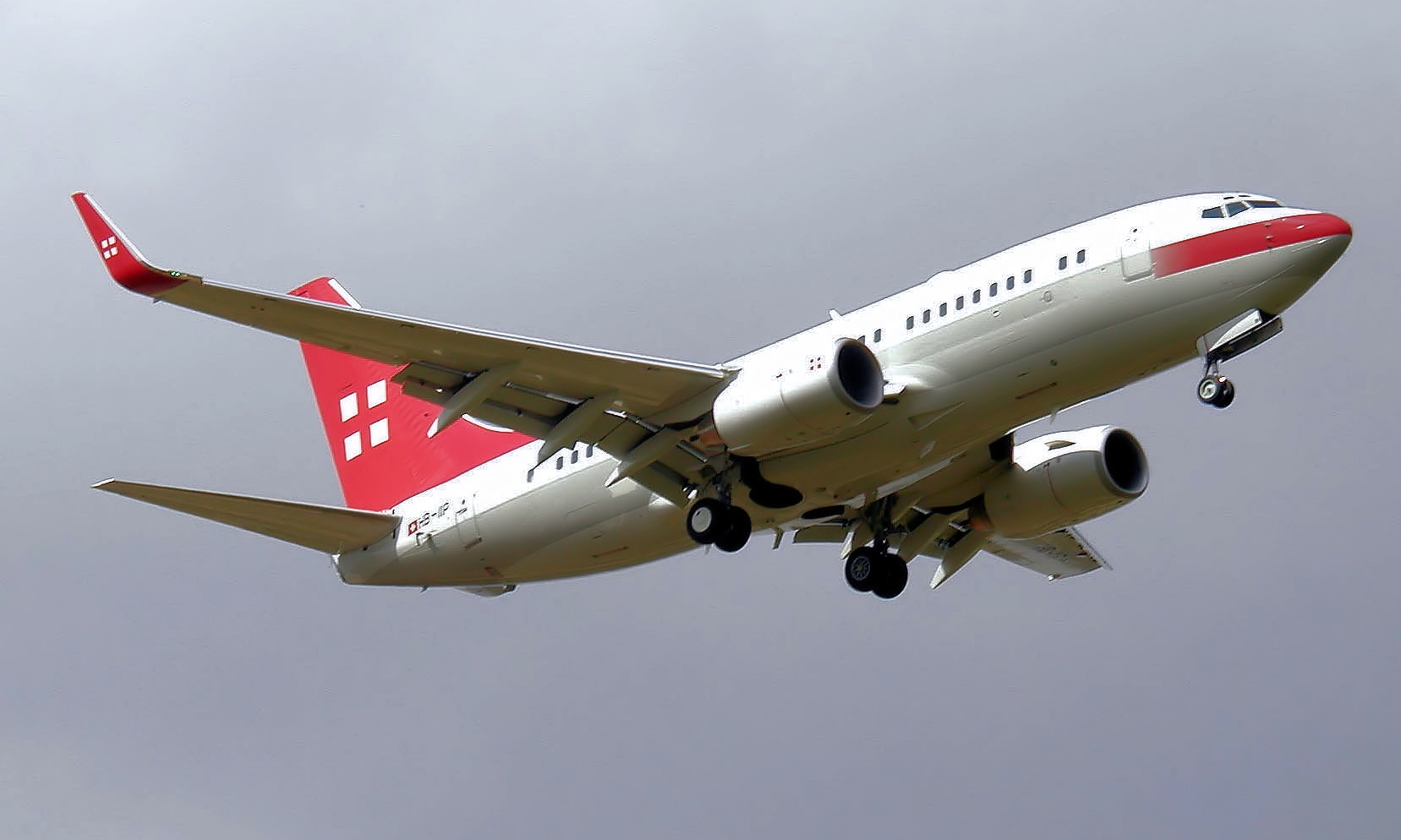
Boeing 737 con blended winglets
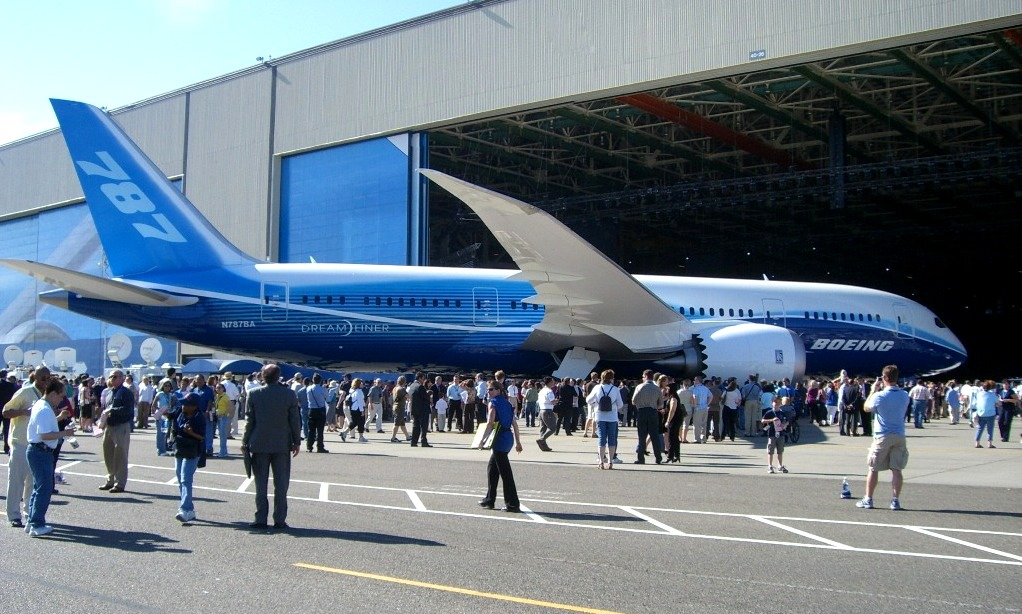
Boeing 787 con raked wingtip
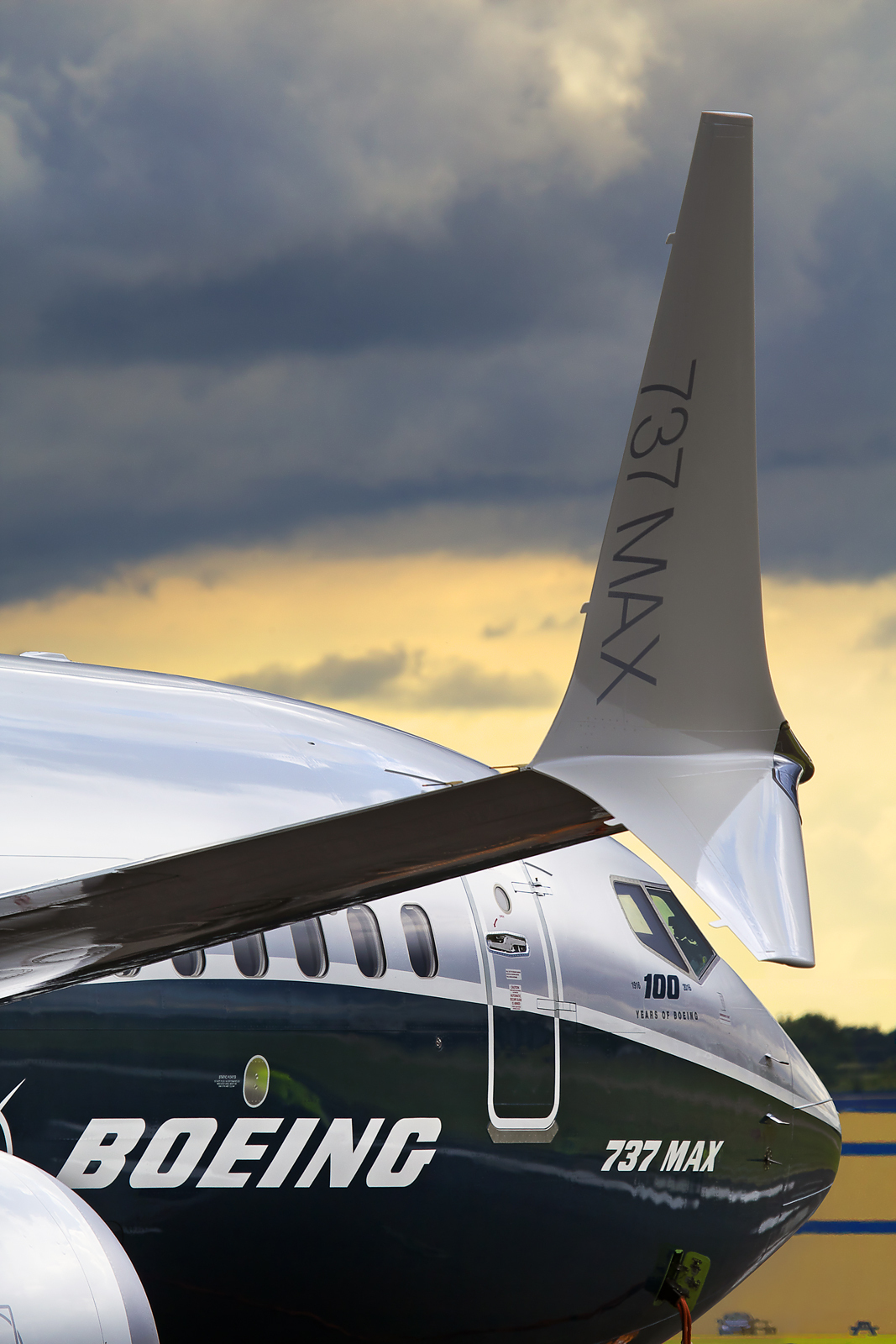
Boeing 737 MAX con split winglets